# Église de Beni M'Tir
L'église de Beni M'Tir, située dans la ville de Beni M'Tir en Tunisie, est une église catholique construite en 1952 pendant le protectorat français, à l'occasion de la construction du barrage de Beni M'Tir. Cédée au gouvernement tunisien dès l'indépendance, elle accueille actuellement un centre culturel pour enfants.

## Historique de l'église
La construction de l'église est liée directement au lancement du chantier de construction du barrage sur l'oued Ellil. Le village de Beni M'Tir est créé en 1948 pour héberger les ingénieurs et les ouvriers chargés du projet. Parmi ces derniers, on compte de nombreux ouvriers ukrainiens très croyants qui réclament la construction d'un lieu de culte.

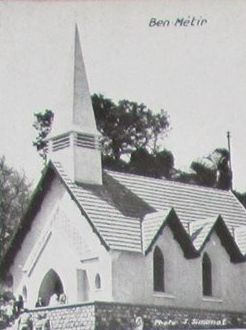
Vue de l'église vers 1954.

Si l'entreprise Campenon-Bernard, adjudicataire du chantier du barrage, se charge de la construction de l'édifice, les plans sont dessinés par l'architecte Jean-Marcel Seignouret qui a déjà plusieurs constructions à son actif en Tunisie, tels la gare de Tunis, l'école supérieure des filles à Bizerte et l'immeuble des Assurances générales à Tunis. C'est également lui qui dessinera les plans de l'église du Sers en 1953.
Frappé par la similitude des lieux entre ce village montagnard qui doit bientôt surplomber un immense lac et la ville de Thonon-les-Bains au bord du lac Léman, il s'inspire de l'église Notre-Dame du Léman pour imaginer un bâtiment s'appuyant, à l'extérieur comme à l'intérieur, sur des arcs d'ogive, sa façade principale étant surmontée d'un clocher composé d'une haute flèche avec une pointe aigüe prenant appui directement sur les abat-sons. Un grand claustra en forme de V renversé et divisé en petits losanges coiffe l'entrée principale. La nef unique de l'édifice est couverte d'une grande voûte en forme de coque de bateau renversée soutenue par des arcs ogivaux et des tirants en bois, matériau très répandu dans cette région forestière.
L'endroit choisi pour l'édification de l'église renforce son caractère montagnard puisqu'elle surplombe tout le village et le lac de barrage.
L'église achevée est bénie par l'archevêque de Carthage, Mgr Charles-Albert Gounot, le 8 juin 1952 en présence des autorités tunisiennes et françaises. L'importance de la communauté ukrainienne est mise en valeur par le comité d'accueil formé de cinq jeunes filles en costume du pays.

## Bâtiment après l'indépendance
L'église étant propriété privée de l'entreprise constructrice, elle est rétrocédée au gouvernement tunisien en même temps que le barrage et les zones d'habitations dès la fin des travaux, avant même l'indépendance du pays, malgré l'inquiétude des 25 dernières familles d'ouvriers ukrainiens en attente d'un visa pour le Canada. C'est pourquoi elle n'est pas mentionnée dans le modus vivendi signé entre le gouvernement tunisien et le Vatican le 10 juillet 1964 afin de régler le sort des églises catholiques de Tunisie.
L'église est reconvertie pour accueillir les « enfants de Bourguiba », orphelins recueillis et réunis pour être éduqués et formés à un métier. C'est actuellement un centre culturel pour enfants.

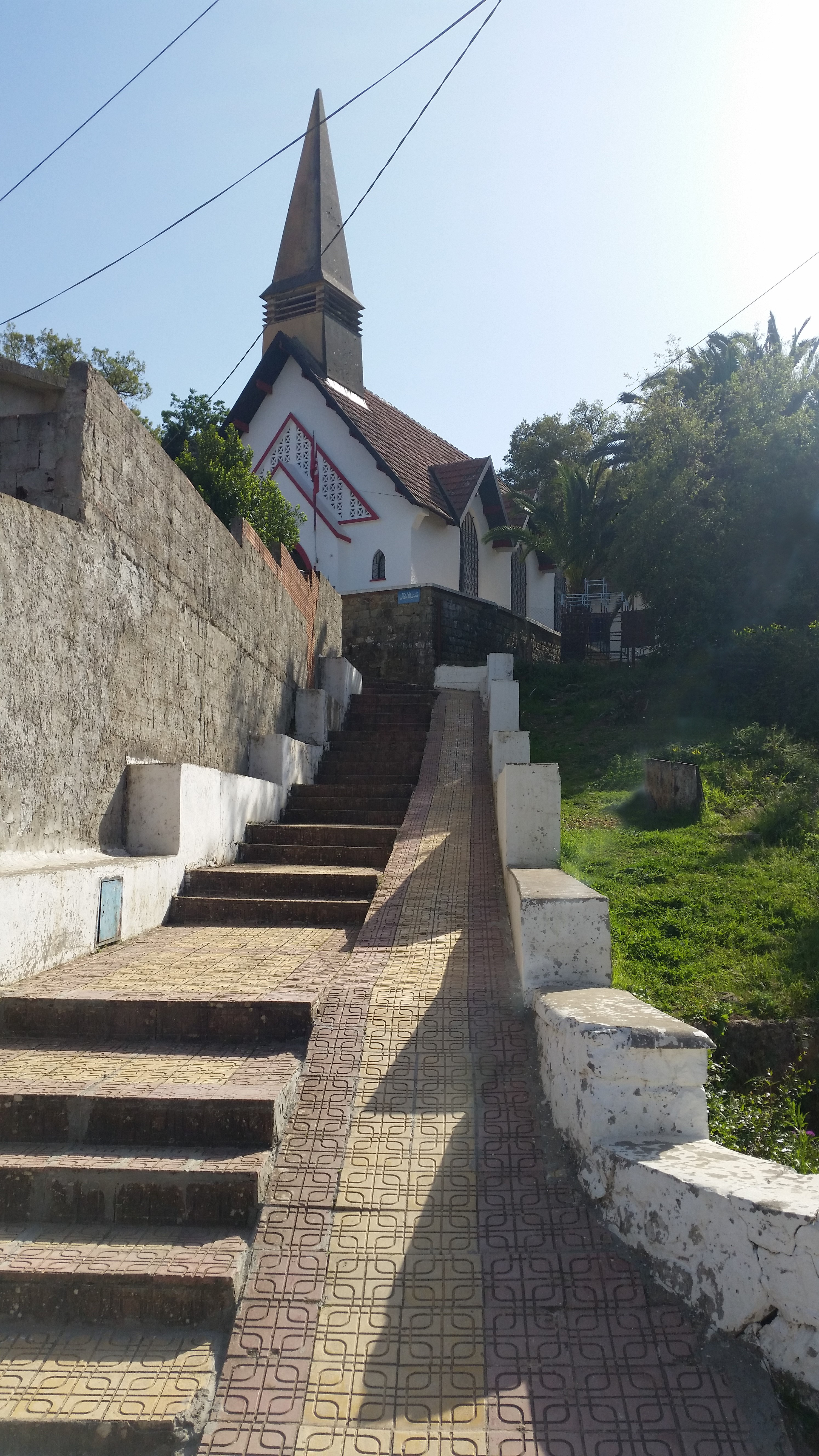
Escalier d'accès.
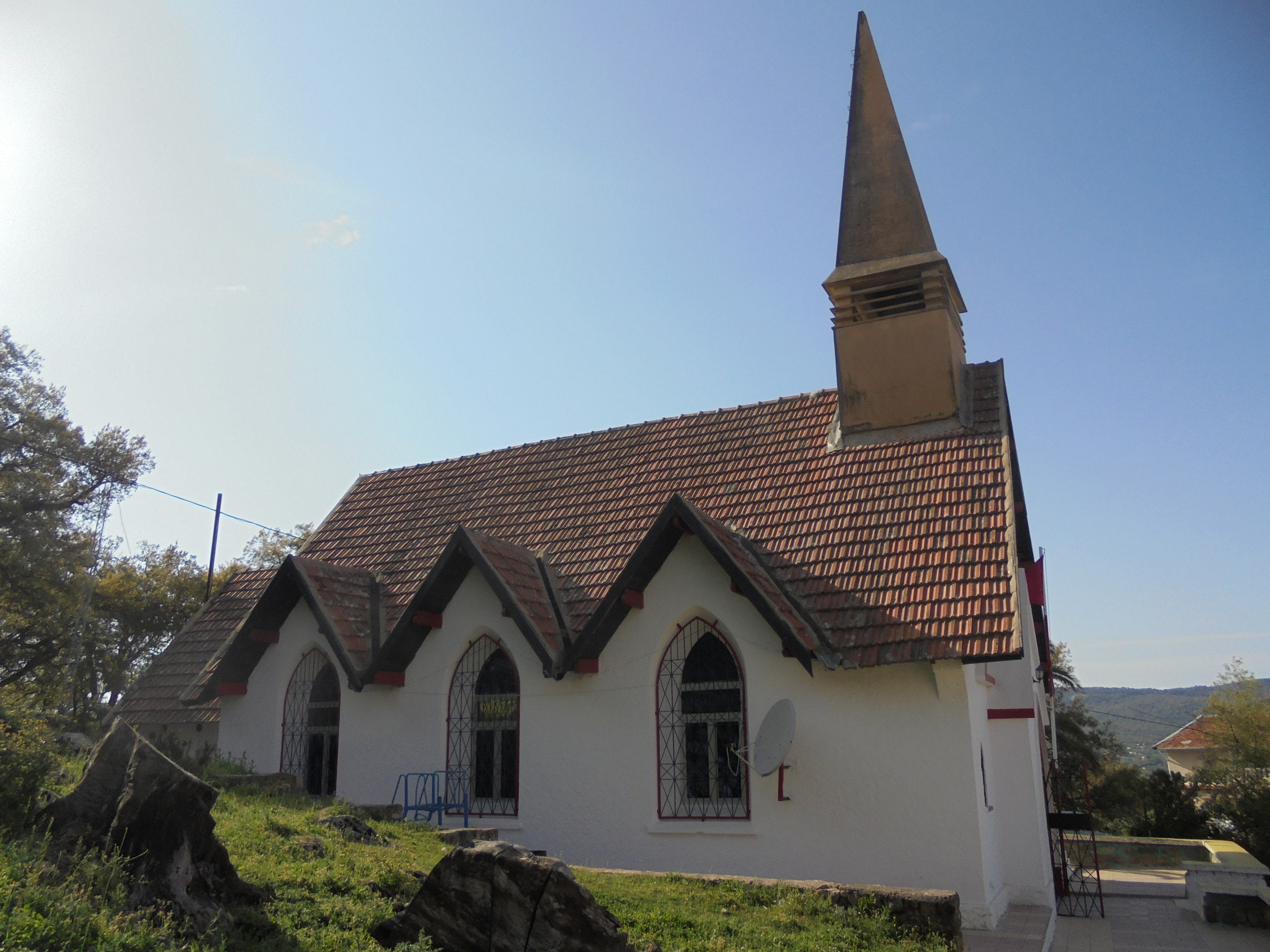
Façade sud.
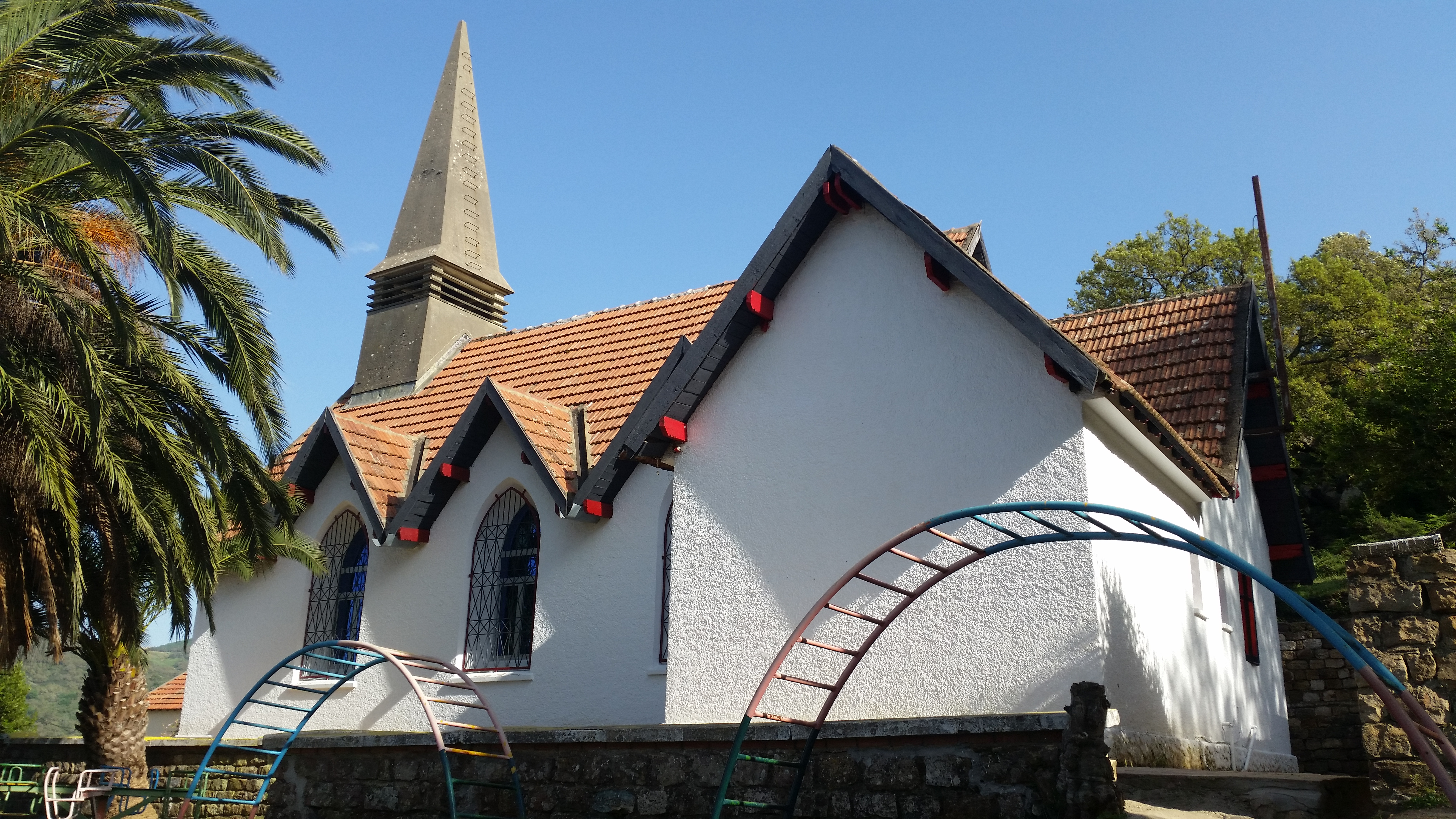
Façade nord.
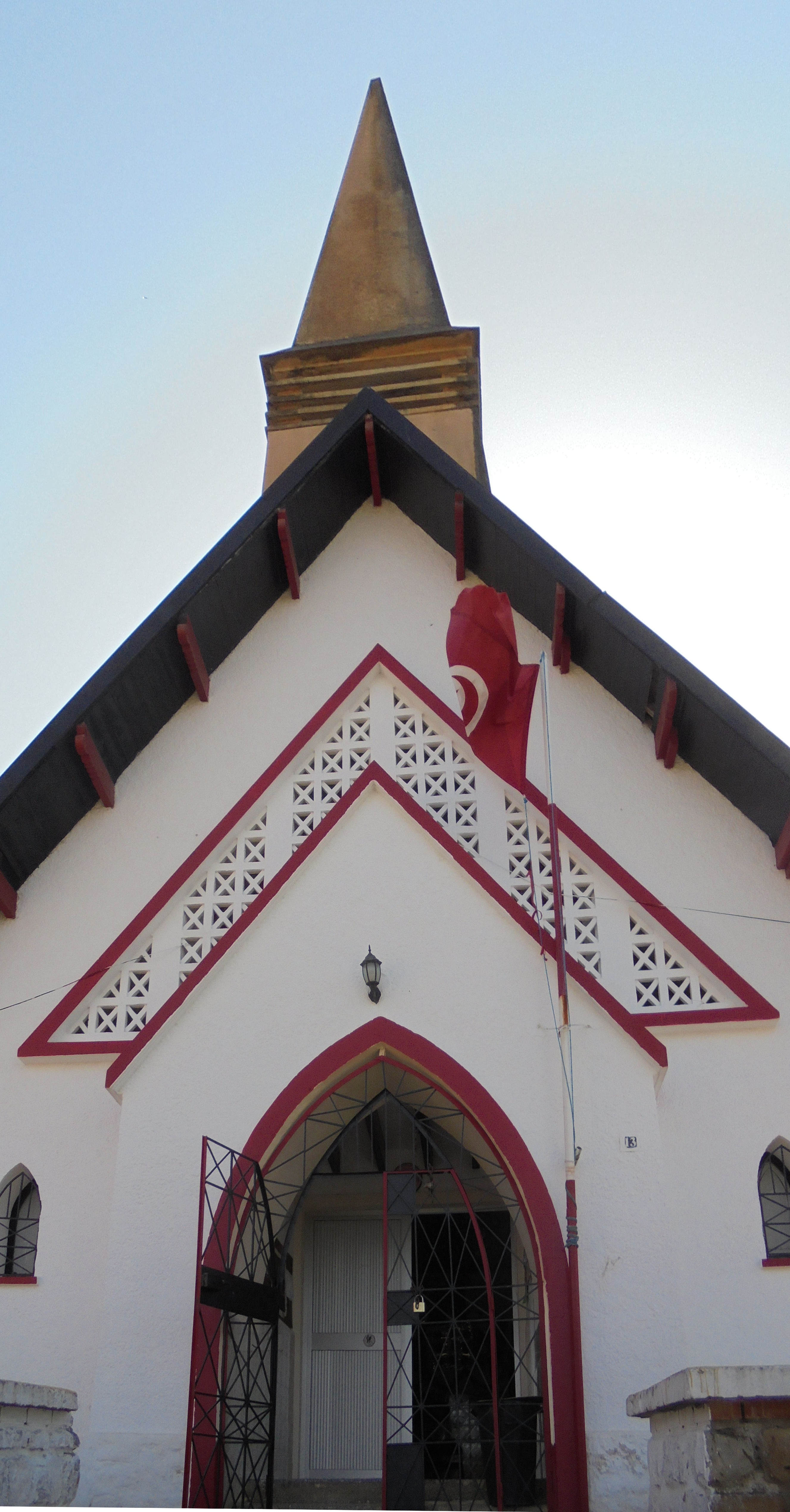
Façade principale.
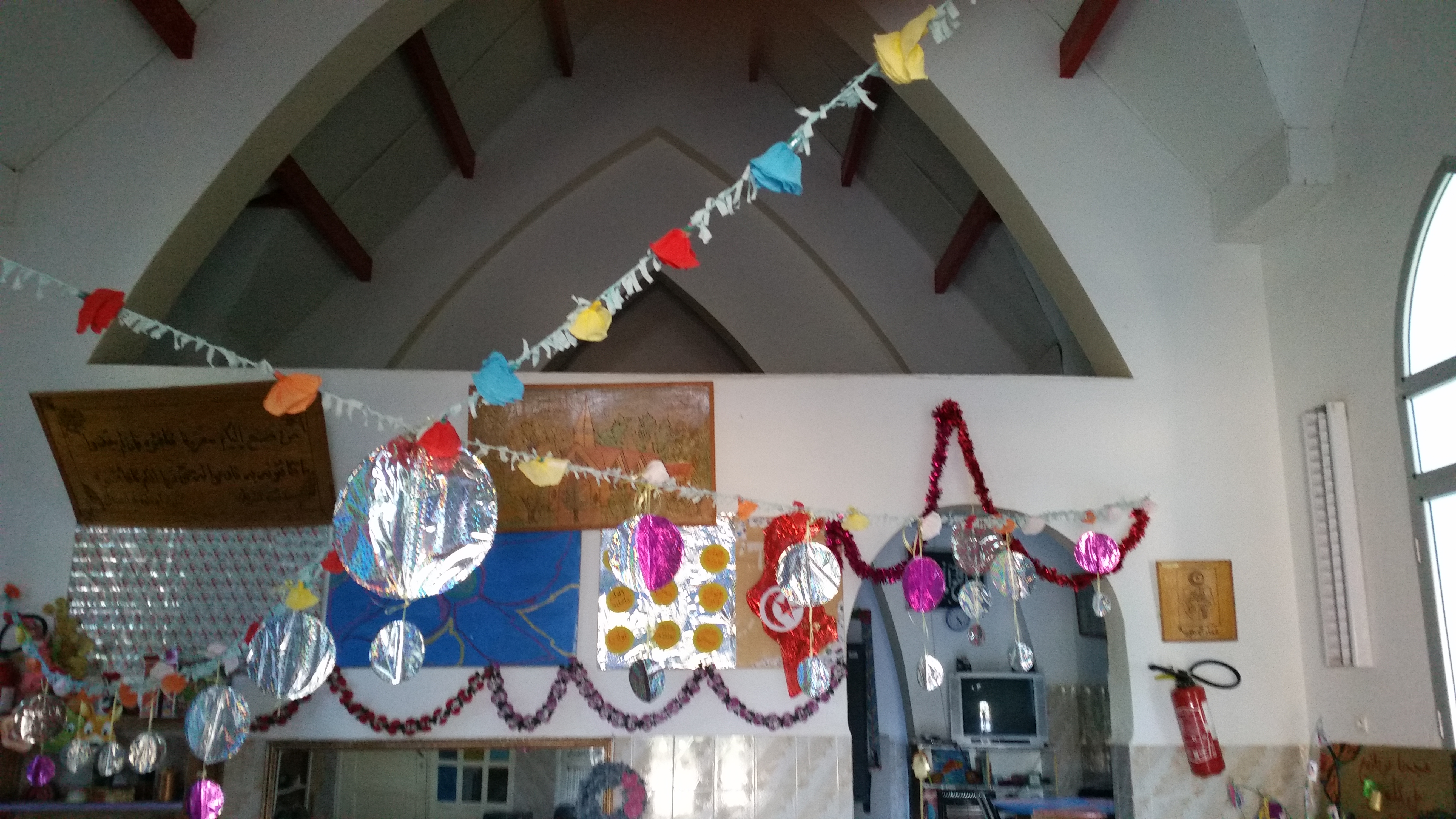
Intérieur côté autel.
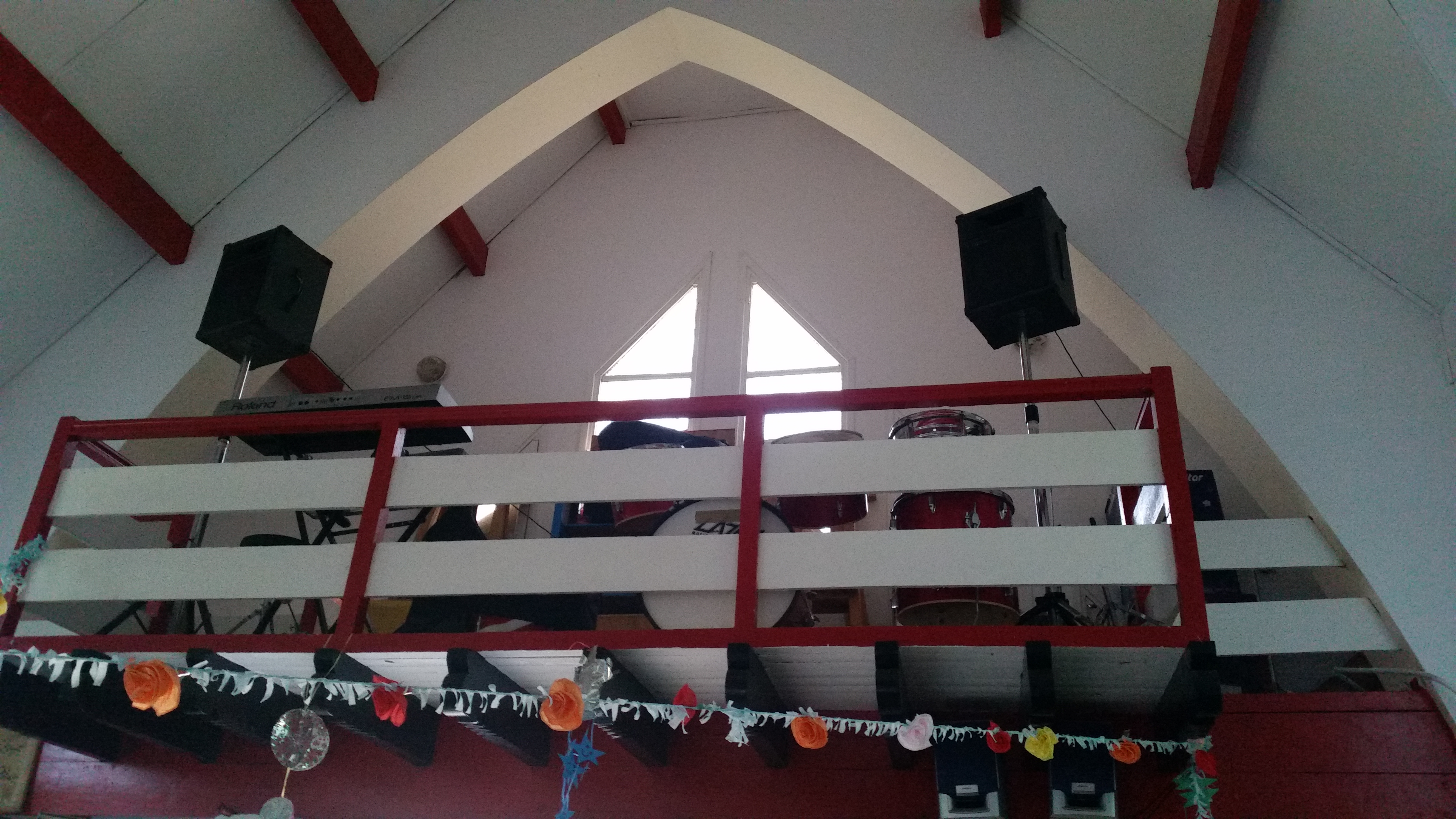
Intérieur côté tribune.
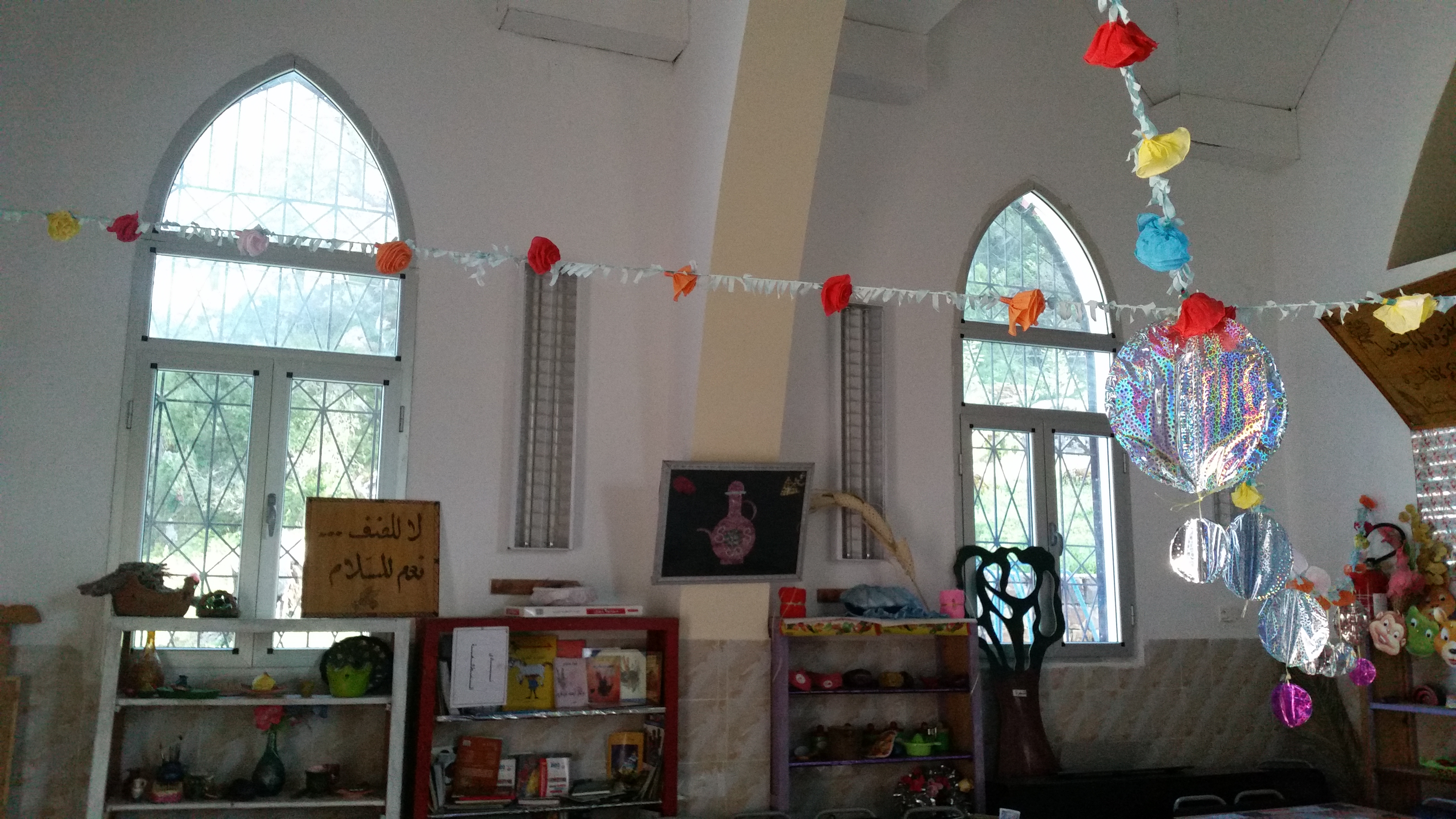
Intérieur côté vitraux.